# Hyles latifolii
Hyles latifolii är en fjärilsart som beskrevs av Otto Staudinger och Hans Rebel 1901. Hyles latifolii ingår i släktet Hyles och familjen svärmare. Inga underarter finns listade i Catalogue of Life.